# Ciclismo en los Juegos Olímpicos de París 2024 – BMX Carrera femenino
La prueba de ciclismo BMX Carrera femenino en los Juegos Olímpicos de París se llevó a cabo en París, Francia desde el 1 al 2 de agosto de 2024 en el Estadio de BMX de Saint-Quentin-en-Yvelines de la ciudad de París.

## Formato de competición
El BMX de carrera es una disciplina que combina velocidad, habilidad y adrenalina, caracterizada por carreras en pistas cortas con obstáculos.
Esta disciplina consta de dos fases: una primera fase de clasificación y una segunda fase de finales en formato de mangas, donde los mejores avanzan a rondas finales, para conseguir un ganador en la línea de meta con el menor tiempo posible.

## Horario
Todos los horarios están en UTC tiempo de Francia (+1 GMT)
| Fecha                       | Tiempo | Evento        |
| --------------------------- | ------ | ------------- |
| Jueves 1 de agosto de 2024  | 13:20  | Clasificación |
| Viernes 2 de agosto de 2024 | 14:50  | Finales       |

## Resultados

### Cuartos de final
- Las clasificaciones finalizaron de la siguiente forma:[4]

| Clasificación | Clasificación  | Clasificación            | Clasificación          | Clasificación          | Clasificación          | Clasificación |
| Posición      | País           | Ciclista                 | Carrera 1 Tiempo (Pts) | Carrera 2 Tiempo (Pts) | Carrera 3 Tiempo (Pts) | Pts totales   |
| ------------- | -------------- | ------------------------ | ---------------------- | ---------------------- | ---------------------- | ------------- |
| 1.º           | Australia      | Saya Sakakibara          | 34.549 (1)             | 34.376 (1)             | 34.515 (1)             | 3 Q           |
| 2.º           | Reino Unido    | Bethany Shriever         | 34.688 (1)             | 34.421 (1)             | 34.590 (1)             | 3 Q           |
| 3.º           | Estados Unidos | Alise Willoughby         | 35.459 (1)             | 35.033 (1)             | 35.483 (1)             | 3 Q           |
| 4.º           | Canadá         | Molly Simpson            | 35.752 (2)             | 35.508 (3)             | 35.311 (2)             | 7 Q           |
| 5.º           | Países Bajos   | Manon Veenstra           | 35.872 (3)             | 35.042 (2)             | 35.520 (2)             | 7 Q           |
| 6.º           | Países Bajos   | Laura Smulders           | 35.076 (2)             | 35.728 (2)             | 35.792 (4)             | 8 Q           |
| 7.º           | Estados Unidos | Daleny Vaughn            | 36.099 (2)             | 36.482 (4)             | 36.360 (2)             | 8 Q           |
| 8.º           | Suiza          | Zoé Claessens            | 36.018 (3)             | 35.423 (2)             | 36.393 (3)             | 8 Q           |
| 9.º           | Australia      | Lauren Reynolds          | 35.952 (4)             | 35.564 (3)             | 35.589 (3)             | 10 Q          |
| 10.º          | Países Bajos   | Merel Smulders           | 36.137 (5)             | 35.760 (3)             | 35.649 (3)             | 11 Q          |
| 11.º          | Suiza          | Nadine Aeberhard         | 36.588 (5)             | 35.654 (4)             | 37.099 (6)             | 15 Q          |
| 12.º          | Francia        | Axelle Étienne           | 36.354 (4)             | 1:00.895 (8)           | 36.050 (4)             | 16 Q          |
| 13.º          | Colombia       | Gabriela Bolle           | 38.211 (7)             | 37.266 (5)             | 36.593 (4)             | 16 q          |
| 14.º          | Colombia       | Mariana Pajón            | 37.832 (6)             | 35.847 (5)             | 36.823 (5)             | 16 q          |
| 15.º          | Brasil         | Paola Reis               | 37.101 (6)             | 36.259 (4)             | 36.998 (6)             | 16 q          |
| 16.º          | Dinamarca      | Malene Kejlstrup         | 37.270 (4)             | 36.762 (5)             | 37.629 (7)             | 16 q          |
| 17.º          | Nueva Zelanda  | Leila Walker             | 36.974 (3)             | 36.288 (6)             | 38.347 (8)             | 17 q          |
| 18.º          | Letonia        | Veronika Monika Stūriška | 37.206 (7)             | 37.007 (6)             | 37.120 (6)             | 19 q          |
| 19.º          | Bélgica        | Aiko Gommers             | 37.315 (6)             | 37.329 (6)             | 37.362 (7)             | 19 q          |
| 20.º          | Japón          | Sae Hatakeyama           | No terminó             | 37.953 (7)             | 36.720 (5)             | 20 q          |
| 21.º          | Alemania       | Alina Beck               | 38.371 (7)             | 39.874 (8)             | 37.017 (5)             | 20            |
| 22.º          | Estados Unidos | Felicia Stancil          | 37.732 (5)             | 46.155 (8)             | 37.763 (7)             | 20            |
| 23.º          | Aruba          | Shanayah Howell          | 39.325 (8)             | 38.889 (7)             | 39.492 (8)             | 23            |
| 24.º          | Sudáfrica      | Miyanda Maseti           | 43.011 (8)             | 42.401 (7)             | 43.210 (8)             | 23            |

Regla de clasificación: Los corredores clasificados del 1.º al 12.º se clasificaron para la semifinal, del 13.º al 20.º clasificados para la carrera Last Chance (repechaje); el resto fueron eliminados.

### Last Chance
- Las clasificaciones finalizaron de la siguiente forma:[5]

| Clasificación | Clasificación | Clasificación            | Clasificación |
| Posición      | País          | Ciclista                 | Tiempo        |
| ------------- | ------------- | ------------------------ | ------------- |
| 1.º           | Colombia      | Mariana Pajón            | 36.015 Q      |
| 2.º           | Japón         | Sae Hatakeyama           | 37.068 Q      |
| 3.º           | Colombia      | Gabriela Bolle           | 37.373 Q      |
| 4.º           | Dinamarca     | Malene Kejlstrup         | 37.375 Q      |
| 5.º           | Bélgica       | Aiko Gommers             | 37.819        |
| 6.º           | Nueva Zelanda | Leila Walker             | 38.362        |
| 7.º           | Brasil        | Paola Reis               | 2:14,343      |
| 8.º           | Letonia       | Veronika Monika Stūriška | 2:15,767      |

Regla de clasificación: Los corredores clasificados del 1.º al 4.º se clasificaron para la semifinal; el resto fueron eliminados.

### Semifinal
- Las clasificaciones finalizaron de la siguiente forma:[6]

| Clasificación | Clasificación  | Clasificación    | Clasificación          | Clasificación          | Clasificación          | Clasificación |
| Posición      | País           | Ciclista         | Carrera 1 Tiempo (Pts) | Carrera 2 Tiempo (Pts) | Carrera 3 Tiempo (Pts) | Pts totales   |
| ------------- | -------------- | ---------------- | ---------------------- | ---------------------- | ---------------------- | ------------- |
| 1.º           | Australia      | Saya Sakakibara  | 34.162 (1)             | 34.847 (1)             | 34.189 (1)             | 3 Q           |
| 2.º           | Reino Unido    | Bethany Shriever | 34.297 (1)             | 34.339 (1)             | 34.326 (1)             | 3 Q           |
| 3.º           | Países Bajos   | Manon Veenstra   | 35.016 (3)             | 35.178 (2)             | 35.543 (4)             | 9 Q           |
| 4.º           | Países Bajos   | Laura Smulders   | 36.165 (4)             | 35.128 (2)             | 35.610 (3)             | 9 Q           |
| 5.º           | Estados Unidos | Alise Willoughby | 34.892 (2)             | 36.624 (7)             | 34.833 (2)             | 11 Q          |
| 6.º           | Suiza          | Zoé Claessens    | 36.235 (5)             | 35.206 (3)             | 34.848 (3)             | 11 Q          |
| 7.º           | Canadá         | Molly Simpson    | 35.599 (2)             | 35.953 (4)             | 36.349 (5)             | 11 Q          |
| 8.º           | Francia        | Axelle Étienne   | 37.202 (6)             | 36.244 (5)             | 36.413 (4)             | 15 Q          |
| 9.º           | Colombia       | Mariana Pajón    | 36.802 (5)             | 35.649 (3)             | 40.796 (7)             | 15            |
| 10.º          | Australia      | Lauren Reynolds  | 35.814 (3)             | 35.917 (4)             | 52.185 (8)             | 15            |
| 11.º          | Estados Unidos | Daleny Vaughn    | 36.181 (4)             | 37.333 (6)             | 36.910 (6)             | 16            |
| 12.º          | Países Bajos   | Merel Smulders   | Relegada               | 37.459 (7)             | 35.057 (2)             | 19            |
| 13.º          | Suiza          | Nadine Aeberhard | No comenzó             | 36.334 (6)             | 36.517 (5)             | 19            |
| 14.º          | Colombia       | Gabriela Bolle   | 37.232 (6)             | 36.199 (5)             | 37.795 (8)             | 19            |
| 15.º          | Dinamarca      | Malene Kejlstrup | 37.493 (7)             | 37.861 (8)             | 37.454 (6)             | 21            |
| 16.º          | Japón          | Sae Hatakeyama   | 37.600 (7)             | 38.154 (8)             | 37.207 (7)             | 22            |

Regla de clasificación: Los corredores clasificados del 1.º al 8.º se clasificaron para la final; el resto fueron eliminados.

### Finales
- Los resultados finalizaron de la siguiente forma:[7]

| Clasificación | Clasificación  | Clasificación    | Clasificación |
| Posición      | País           | Ciclista         | Tiempo        |
| ------------- | -------------- | ---------------- | ------------- |
|               | Australia      | Saya Sakakibara  | 34.231        |
|               | Países Bajos   | Manon Veenstra   | 34.954        |
|               | Suiza          | Zoé Claessens    | 35.060        |
| 4.º           | Países Bajos   | Laura Smulders   | 35.745        |
| 5.º           | Canadá         | Molly Simpson    | 35.833        |
| 6.º           | Estados Unidos | Alise Willoughby | 36.171        |
| 7.º           | Francia        | Axelle Étienne   | 36.273        |
| 8.º           | Reino Unido    | Bethany Shriever | 36.496        |